# Olivier Lenglet
Olivier Serge Lenglet (Saint-Quentin, 1960. február 20. –) olimpiai és világbajnok francia párbajtőrvívó.